# Шелаболіха
Шелаболі́ха (рос. Шелаболиха) — село, центр Шелаболіхинського району Алтайського краю, Росія. Адміністративний центр та єдиний населений пункт Шелаболіхинської сільської ради.

## Населення
Населення — 4006 осіб (2010; 4332 у 2002).
Національний склад (станом на 2002 рік):
- росіяни — 95 %